# Teen Vogue
Teen Vogue és una revista que va començar com una versió especial de la revista Vogue per a un públic més jove. Dona consells de bellesa i fa reportatges sobre joves famosos. És publicada per Condé Nast Publications.
Teen Vogue apareix en la sèrie The Hills emesa per la cadena MTV, que mostra a Lauren Conrad treballant com passant en les oficines de la revista en les rodalies a Hollywood.